# María Vascová
María del Monte Vasco Pes Gallardo (* 26. prosince 1975, Barcelona) je španělská atletka, která se věnuje sportovní chůzi. Její specializací je chůze na 20 km.
V roce 1993 na juniorském mistrovství Evropy v San Sebastiánu došla v závodě na 5 km chůze na čtvrtém místě. O rok později skončila čtvrtá i na světovém šampionátu juniorů v Lisabonu. Na prvním ročníku mistrovství Evropy do 22 let 1997 v Turku si došla v chůzi na 10 km pro stříbrnou medaili. V roce 1998 na mistrovství Evropy v Budapešti prošla cílem v čase 43:02 na pátém místě. Na bronzovou Portugalku Susanu Feitorovou ztratila sedm sekund.
Pátá skončila také na světovém šampionátu v kanadském Edmontonu v roce 2001. O čtyři roky později došla na mistrovství světa v Helsinkách čtvrtá, přičemž na bronz ji chybělo sedm sekund. V též roce získala stříbrnou medaili na Středomořských hrách ve španělské Almeríi. V roce 2007 si došla na mistrovství světa v Ósace pro bronzovou medaili v čase 1:30:47.
Reprezentovala na čtyřech letních olympijských hrách. V roce 1996 v Atlantě byl na programu naposledy závod chůze na 10 km, kde skončila osmadvacátá. Největší úspěch své kariéry si připsala na olympiádě v Sydney, kde získala bronzovou medaili v chůzi na 20 km v čase 1:30:23.
O čtyři roky později na letních hrách v Athénách prošla cílem v čase 1:30:06, skončila však celkově sedmá. V roce 2008 na olympiádě v Pekingu ji k zisku medaile nepomohl ani nový osobní rekord 1:27:25 a skončila celkově pátá. Bronzová Italka Elisa Rigaudová byla o třináct sekund rychlejší.

## Osobní rekordy
- 10 km chůze - (43:02, 20. srpna 1998, Budapešť)
- 20 km chůze - (1:27:25, 21. srpna 2008, Peking)